# 크리스푸스

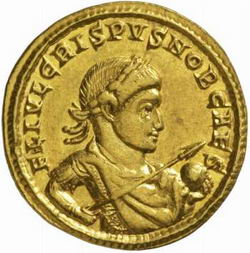

파비우스 율리우스 크리스푸스 (Flavius Julius Crispus, ? - 326년)는 로마 황제 콘스탄티누스 1세의 맏아들이다. 계모인 파우스타와 정을 통했다는 죄목으로 아버지 콘스탄티누스 1세에 의해 처형당했다.

## 생애
크리스푸스의 출생년도와 장소는 알려진 바가 없다. 아마도 299년에서 305년 사이, 동로마제국 어딘가에서 태어났던 것으로 추정된다. 어머니 미네르비나도 법적인 지위가 확실치 않다. 307년 콘스탄티누스가 선제 막시미아누스와의 동맹으로 선제의 딸 파우스타와 결혼할 때 이미 정식 부인이었다면 이혼을 해야 하나, 그러한 기록이 없기 때문이다. 물론, 그 이전에 미네르비나가 이미 사망하여 이혼의 기록을 남길 필요가 없었을 가능성 또한 존재한다. 한편 크리스푸스는 기독교 저술가인 락탄티우스에게서 교육을 받았다.
317년 3월 1일 콘스탄티누스는 리키니우스와 세 명의 부제(caesar, 副帝)를 임명하였는데, 이 때 크리스푸스도 부제가 되었다. 관할구역은 갈리아의 통치자였다. 크리스푸스는 318년, 320년 323년의 대 야만족 토벌작전에서 혁혁한 공을 세우고 군사적 재능을 인정받았다.
이후 콘스탄티누스와 공동 황제인 리키니우스 사이에 2번째로 전쟁이 벌어지자, 크리스푸스는 아버지를 도와 전투에 참가했고 헬레스폰토스 해협(지금의 다르다넬스 해협)에서 함대를 이끌고 출정해 거의 두 배가 넘는 리키니우스의 해군을 격파하여 중요한 승리를 거두었다. 이로써 콘스탄티누스는 로마 유일의 권력자가 되었고 크리스푸스는 그의 후계자로 자리를 굳히는 것처럼 보였다.

## 석연치 않는 처형
326년 크리스푸스는 아버지의 명령으로 갑자기 체포되어 풀라의 감옥에 투옥되었고 밤낮으로 고문을 받고는 결국 처형당했다. 죄목은 계모인 파우스타와 간통을 했다는 것이다. 콘스탄티누스의 명령이 너무나 갑작스러웠기 때문에 그 이유에 대해 많은 논란이 일어나고 있다.
크리스푸스가 처형당하고 몇 달 후에 파우스타도 죽임을 당했다. 목욕탕에 갇혀서 뜨거운 물에 죽은 것으로 알려졌다.
유력한 것은 계모 파우스타의 '음모론'인데 자신의 아들들(콘스탄티누스 2세, 콘스탄티우스 2세, 콘스탄스)을 권좌에 세우기 위해 크리스푸스가 자신을 강간했다고 모함했다는 것이다. 나중에 그것이 사실이 아닌 것으로 밝혀지자 분노한 콘스탄티누스가 파우스타도 죽였다는 설이다.
다른 설들은 크리스푸스가 반란을 꾀했다는 설, 콘스탄티누스가 크리스푸스를 잠재적인 경쟁자로 보아 죽였다는 설이 있다.